# シブがき隊 ボーイズ & ガールズ
『シブがき隊 ボーイズ & ガールズ』（しぶがきたい ボーイズ アンド ガールズ）は、1982年に公開された日本映画。シブがき隊主演映画第1作。監督は森田芳光。プルミエ・インターナショナル・ジャニーズ事務所製作、東映配給。併映作は『Dr. SLUMP ほよよ! 宇宙大冒険』。

東映のプログラムとしては『鬼龍院花子の生涯』と『大日本帝国』』の間に公開された夏休み映画（洋画系は『わが青春のアルカディア』、東映まんがまつりは休止）。

初公開時の題名は『ボーイズ & ガールズ』。青春前期にいる3人の高校生が、夏休みに外へ飛び出し、それぞれ女の子と恋をする。ひと夏の冒険旅行の中で、友情、初恋、淡い体験を経て、青春真っ只中にいる姿を爽やかに描く"青春メモワール"。

本項では、シブがき隊が1982年7月1日に発売した同名アルバムについても記述。

## キャスト
- 公明：薬丸裕英
- 大輔：本木雅弘
- 正：布川敏和
- あゆみ：宇紗木千恵
- 久美：吉田麻子
- 良子：河上ゆかり
- しのぶ：清水クーコ
- オーナー：宮尾すすむ
- 車の男：江藤博利
- 沙織：かたせ梨乃

## スタッフ
- 製作：増田久雄・三堀篤
- 企画：ジャニー喜多川
- 原案：石原純一
- 音楽：義野裕明
- 撮影：鈴木耕一
- 美術：小川富美夫
- スチール：奥川彰
- 照明：水野研一
- 編集：大島ともよ
- 助監督：森谷育
- 脚本・監督：森田芳光

## 製作
製作が報じられた1982年4月の段階では、シブがき隊はまだレコードデビューしていなかったが、テレビ東京の『ザ・ヤングベストテン』やCMで活躍し、ブロマイド売上げが1982年4月末集計で3人仲良くベスト5入り。デビュー曲「NAI・NAI 16」の予約が20万枚を突破し爆発的人気を得て、人気絶頂のたのきんトリオに肉薄する勢いだった。監督の森田芳光は1981年の長編デビュー作『の・ようなもの』の続いての大抜擢。当初の第2作目は日活ロマンポルノ作品『（本）噂のストリッパー』となる予定だったが、本作プロデューサーの増田久雄が「デビュー作で注目を集めた森田を飛躍させるためには次の2作目が重要である」とにっかつ側を説得し、にっかつが快諾して本作が第2作目となった。
当時は二次利用、三次利用を考える時代ではないため、映画監督は映画製作時に契約する監督料だけが支払われるだけで、アイドル映画を撮ることを嫌がる監督も多かったが、森田は「映画の修行のため」「オーダーに応えられる商業映画監督としての腕を証明することが重要だと考え、またスキルを磨くためにも監督オファーを引き受けた」と話している。『ロードショー』は森田を「カッティングのセンスや音楽の使い方には定評のある監督」と評し、『SCREEN』は「アイドル映画を撮るニュー・ウェーブ」と書いている。同時期東宝は近藤真彦主演で「たのきんスーパーヒットシリーズ」第4弾『ハイティーン・ブギ』（舛田利雄監督）を公開。

### 製作発表会見
1982年4月15日、ホテルニューオータニで製作発表が行われ、高岩淡東映常務は「東映としてはヤングアイドル作品は初めてで不慣れな作品であるが、森田監督、増田プロデューサー他、若いスタッフの力で、東宝のたのきんに負けないような素晴らしい作品ができると思う」と話し、シブがき隊は「たのきんを尊敬しているが、同じものを作ってはつまらないので1人1人の個性を生かし、僕たちの青春を作りたい」と話した。東映は「配収はたのきん映画の10億円目標以上を挙げたい」と鼻息荒かった。東映のアイドル映画としては、前年1981年に松田聖子主演で『野菊の墓』を製作し、1982年に沖田浩之の映画を製作すると報道されていたが製作されず、同じジャニーズタレントでは、ひかる一平主演の『胸さわぎの放課後』が本作の3ヶ月前に公開されていた。岡田茂東映社長が1982年初めに「1982年東映ラインナップ」を公表した際には本作を挙げず、『キネマ旬報』1982年2月下旬号の「82年度東映ライン・アップ」にも記載がないことから、1982年2月以降に製作が決まったものと見られる。
製作費は併映『Dr. SLUMP ほよよ! 宇宙大冒険』と合わせて2億5000万円。

### 撮影
伊豆の温泉旅館に合宿し、オールロケを行い、撮影日数約10日間。多忙なシブがき隊はテレビ出演のため、撮影中も東京のスタジオにトンボ帰りした。監督の森田芳光は後年本作を振り返り、「まず映画監督として就職したかったんですよ、正直言って。あるオーダーを持った作品を、丁寧に撮って、しかも面白く撮れるってことを証明しないと生きていかれないと思ったんですよ。だから『ボーイズ & ガールズ』は、アイドルが出ていて、そのアイドルを観に来るファンの人たちに対して、きっちり作っていくことを、自分でもやりながら勉強したかったし、やりたかったんです。とにかく大変な映画でした。自分の映画では、いまだに一番大変だと思っています。それは要するに、自分の好きなようにできなかったですから。スタッフも思うように組めなかったし、ポスト作業、音楽や編集作業や効果音の作業がかなり管理されていて、自分のアイデアが通りづらかった。それが残念です」などと話している。

## 作品の評価

### 興行成績
ヒット。

### 作品評
『ロードショー』は「森田監督はニューウェーブにふさわしく、アイドル映画の殻を破った新しい型の青春映画に仕立て上げた」と評した。

## 映像ソフト
『そろばんずく』を除く森田芳光商業映画デビュー以降の全監督作品が『⽣誕70周年記念森⽥芳光 全監督作品コンプリート（の・ようなもの）Blu-ray BOX（完全限定版）』というタイトルでBlu-ray Disc27枚組が、日活／
ハピネット・メディアマーケティングから2021年12月20日に価格11万円で発売され、本作も収録されている。

## アルバム
SHIBUGAKITAI Summer 16 ボーイズ＆ガールズ（シブガキタイ サマー シックスティーン ボーイズ アンド ガールズ）」は、シブがき隊のファースト・アルバム。1982年7月1日に発売。
デビュー曲「NAI・NAI 16」を含む初アルバムは、本映画のサウンドトラック的な構成。沢田研二等豪華な作家陣が楽曲提供しているのも特徴である。
A4サイズの下敷が特典として付属、LPの帯は左上に収まる三角形サイズ。

### 収録曲
太字は劇中使用曲 ☆は『シブがき隊 1982-1988』にCD化。
1. 太陽に向かって走れ☆
作詞：東海林良、作曲：水谷公生、編曲：渡辺茂樹）
後年、コントの「不連続青春ドラマ どれが青春だ!!」の疑似テーマ曲としても使用された。
2. 恋のサスペンス
作詞・作曲：森雪之丞、編曲：大谷和夫
3. Weather Girl
作詞・作曲：沢田研二、編曲：渡辺茂樹 - 布川敏和ソロ。
4. シーン18「片思い」 ☆
作詞：森雪之丞、作曲・編曲：井上大輔
5. 渚のロンリー・ボーイ☆
作詞：湯川れい子、作曲・編曲：井上大輔 - 本木雅弘ソロ。
6. NAI・NAI 16
作詞：森雪之丞、作曲・編曲：井上大輔
7. ダイナマイト気分
作詞：湯川れい子、作曲：水谷公生、編曲：渡辺茂樹 - 薬丸裕英ソロ。
8. ひと夏だけのメモリー☆
作詞：糸井重里、作曲・編曲：井上大輔 - 映画のエンディングで使用。
9. 直撃!アイラブユー
作詞：康珍化、作曲・編曲：井上大輔
10. ハートでCOME ON!
作詞・作曲：沢田研二、編曲：小笠原寛